# شهرستان ایسکار
شهرستان ایسکار (به بلغاری: Iskar Municipality) یک شهرستان در بلغارستان است که در استان پلون واقع شده‌است. شهرستان ایسکار ۲۳۹ کیلومتر مربع مساحت و ۷٬۷۱۷ نفر جمعیت دارد.